# 辻井啓伺
辻井 啓伺（つじい けいじ、1963年1月12日 - ）は、日本のスタントマン、アクションコーディネーター、スタントコーディネーター。有限会社STUNT JAPAN代表。STUNT TEAM Gocoo（スタント・チーム ゴクゥ）メンバー。ニックネームは「つじモン」。
スタントマンとしては166cmと小柄なためスーパー戦隊シリーズなどで女性のスタントを務めることもあった。しかし、共演した竹田道弘は辻井はガッシリとした体型であったため、女形をやらされるのは可哀想であったと述べている。
スタントコーディネーターとしては三池崇史監督作品が多い。

## 経歴
- 1981年：ジャパンアクションクラブ入団（第11期生）[6][注釈 1]
- 1985年：ワイルド・スタント・チーム設立メンバー
- 1991年：スーパー・アクション・メガシステム設立メンバー
- 2001年：スタントチームゴクウ（現・STUNT TEAM Gocoo（スタント・チーム ゴクゥ）[7]）設立
- 2005年：有限会社スタントジャパン（現・有限会社STUNT JAPAN）設立[8]
- 2013年︰ジャパンアクションアワード2013 ベストアクションコーディネーター 優秀賞：「のぼうの城」[9]
- 2021年：ジャパン・アクション・ギルド設立メンバー[10]

## スタントマン
- 太陽戦隊サンバルカン（1981年、マシンマン[11]、モンガー（第45話ほか）[11]）
- 宇宙刑事ギャバン（1982年、ベム怪獣ほか）
- 大戦隊ゴーグルファイブ（1982年、モズー[11]、兵隊）
- 科学戦隊ダイナマン（1983年、ダークナイト[11]、ギール、進化獣[11]、シッポ兵[11]）
- 超電子バイオマン（1984年、イエローフォー[5]、ジュウオウ[12]、メカクローン[13]）
- 兄弟拳バイクロッサー（1985年）
- 仮面ノリダーV2（1991年、バイクスタント）
- ゴジラvsデストロイア（1995年、特殊部隊隊員）[1]
- 仮面ライダー×スーパー戦隊 スーパーヒーロー大戦（2012年）

## 主なコーディネート作品

### 映画
- ときめきメモリアル（1997年、監督：菅原浩志）
- ホワイトアウト（2000年、監督：若松節朗）
- ゴジラ×メガギラス G消滅作戦（2000年、監督：手塚昌明）※スタントコーディネート
- 武勇伝（2003年、監督：清水厚）※アクション監督
- 妖怪大戦争（2005年、監督：三池崇史）
- クローズZERO シリーズ（2007年&2009年、監督：三池崇史）
- 侍戦隊シンケンジャー 銀幕版 天下分け目の戦（2009年、監督：中澤祥次郎）※ホーススタントコーディネーター
- ヤッターマン（2009年、監督：三池崇史）※アクションコーディネイト
- 十三人の刺客（2010年、監督：三池崇史）
- 一命（2011年、監督：三池崇史）
- 仮面ライダー×仮面ライダー 鎧武&ウィザード 天下分け目の戦国MOVIE大合戦（2013年、監督：田﨑竜太）※ホースコーディネーター
- 土竜の唄 潜入捜査官REIJI（2014年、監督：三池崇史）
- 劇場版 仮面ライダー鎧武 サッカー大決戦!黄金の果実争奪杯!（2014年、監督：金田治）※ホースコーディネーター
- テラフォーマーズ（2016年、監督：三池崇史）※スタントコーディネーター
- 無限の住人（2017年、監督：三池崇史）※殺陣
- 22年目の告白 -私が殺人犯です-（2017年、監督：入江悠）※スタント・コーディネーター
- 新解釈・三國志（2020年、監督：福田雄一）※ホースコーディネーター
- 妖怪大戦争 ガーディアンズ（2021年、監督：三池崇史）※スタントコーディネーター
- キングダム2 遥かなる大地へ（2022年、監督：佐藤信介）※ホースコーディネーター
- ゴールデンカムイ（2024年、監督：久保茂昭）※ホースコーディネーター

### テレビドラマ
- 花より男子（2005年、TBS）

- 風林火山（2007年、NHK大河ドラマ）※馬術指導
- ケータイ捜査官7（2008年 - 2009年、テレビ東京）※シリーズ監督・監督：三池崇史
- 東京大空襲（2008年、日本テレビ）
- QP（2011年、日本テレビ）
- STAND UP!ヴァンガード（2012年、テレビ東京）
- 鎌倉殿の13人（2022年、NHK大河ドラマ）※殺陣武術指導

### その他
- 第83回謙信公祭（2008年）